# Chiesa di San Pietro Apostolo (Gambellara)
La chiesa di San Pietro Apostolo è la parrocchiale di Gambellara, in provincia e diocesi di Vicenza; fa parte del vicariato di Lonigo, precisamente dell'Unità Pastorale di Gambellara e Sorio.

## Storia

### Le origini
La chiesa di Gambellara, secondo la tradizione, nasce intorno al 1100. Prima di questa data i fedeli si servivano della chiesa di San Marco, posta sul colle a nord-ovest del paese, per lo svolgimento delle liturgie. La prima attestazione sicura della chiesa di San Pietro, tuttavia, risale al 1322: una lettera di raccomandazione dalla Cancelleria Vescovile al prete Giovanni, presumibilmente Rettore della parrocchia.
Nel 1460 il Vescovo Antonio da Gubbio, vicario del Vescovo di Vicenza Pietro Barbo, investì il prete Giacomo Veronese del beneficio di San Pietro insieme alla cappella di San Marco e con giurisdizione piena sulla chiesa di San Giorgio in Sorio.
Nel 1487 si sa con certezza che un testatore lasciava un ducato per la fabbricazione e la decorazione di un altare dedicato alla Vergine Maria; nel 1521 una visita del Vescovo di Vicenza conferma che la chiesa «è molto ben ornata, e si tengono bene i Sacramenti e il fonte battesimale» e nel 1666 la chiesa appare dotata di cinque altari. Lo storico Gaetano Maccà ce la descrive come giacente «sopra picciola collina, dedicata a S. Pietro Apostolo, ad un'unica navata con cinque altari». 
La costruzione del suo campanile iniziò nel 1770 e terminò nel 1777.

### La ricostruzione
Questa antica chiesa, presumibilmente di stile gotico-rinascimentale, attraverso varie restaurazioni e ingrandimenti servì la popolazione di Gambellara vicentina e veronese fino all'inizio del XIX secolo. Nel 1816 infatti iniziarono i primi lavori di ricostruzione della chiesa, che vennero ultimati nel 1822. In quegli anni era in corso l'accorpamento delle due Gambellara e di Sorio in un unico comune sotto la provincia di Vicenza, e nonostante l'unione avvenne solamente nel 1858, in questo particolare clima di sviluppo dell'organizzazione civile maturò e si realizzò il progetto della nuova chiesa le cui dimensioni rispondevano alle esigenze della nuova popolazione di Gambellara. La ricostruzione iniziò sotto il parroco Francesco Guelfo, rettore di Gambellara: il disegno fu opera di Leonardo Manzuti e il progetto fu approvato dall'ingegnere Bongiovanni, entrambi di Verona. Negli anni che seguirono all'apertura della nuova chiesa (1822), sotto le direttive di Antonio Zanuso, successore di Guelfo, si costruirono il Coro e il soffitto a cupola su disegno dell'architetto Luigi De Boni allora ben noto come architetto palladiano e autore, unitamente al padre Antonio, dei disegni delle chiese di Montorso, Mason, Malo, Montecchio e Novale. La facciata con l’iscrizione «D.O.M. Divo Petro Apostolo» fu eretta nel 1829.

### Gli interventi di Don Andrea Sandri

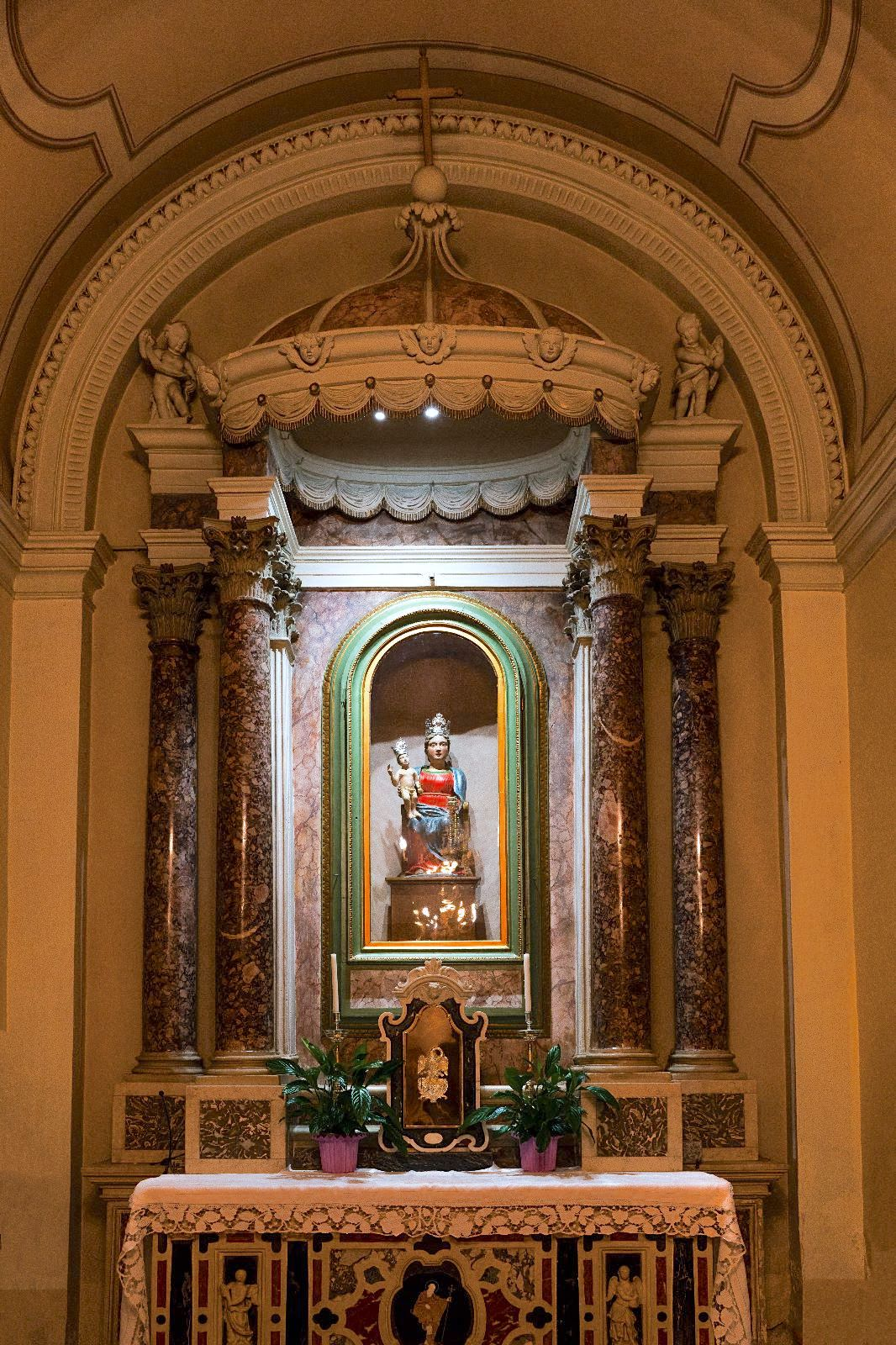
L'altare del Rosario con la statua della Madonna risalente al 1487

Con Andrea Sandri, arciprete di Gambellara dal 1843 al 1875, il coro fu rialzato e ricostruito in marmo rosso e bianco; in quella circostanza andò distrutto il vecchio altare maggiore di stucco opera del De Boni. Una lettera scritta dal parroco alla Curia in data 18 gennaio 1862 mostra che lungo la parete destra per chi entra in chiesa dalla porta maggiore, egli aveva già fatto costruire l'altare della "cappellona" vicino all'ingresso dell'oratorio, ossia l'altare del Rosario, e aveva già in progetto la costruzione di un altro altare, quello di San Luigi, da collocarsi nell'altra «cappellona» a sinistra, all'entrata della sacrestia. A riguardo di queste aggiunte egli scriveva: «[…] Le correzioni che si vanno facendo sono assai dispendiose, ma da non potersi omettere per giudizio scritto dall'architetto Meduna che è stato sopra luogo. Ho la compiacenza che quanti vengono a vedere questa chiesa, anche intelligenti, non fanno che lodare le viste di quell'architetto e sollecitarne l'esecuzione.». Se agli arcipreti Guelfo e Zanuso spetta il merito di aver condotto quasi a termine la chiesa parrocchiale nelle sue linee architettoniche, all'arciprete Sandri spetta il merito non solo del suo completamento per quanto riguarda l'architettura, col rialzo del coro e la sua definitiva sistemazione, ma soprattutto in quello che riguarda l'ornato. Per quanto riguarda la scultura, ai lati dell'altare furono poste due statue di San Pietro e di San Paolo in pietra d'Avesa ad opera di Ludovico Seitz e all'interno dell'altare del Rosario, conservata in buono stato, fu posizionata la statua della Madonna risalente all'antico altare costruito in onore della Vergine nel 1487. Per quanto riguarda la pittura invece, sul soffitto della navata maggiore fu dipinta l'Assunzione di Maria con ai lati la Conversione di San Paolo e la Vocazione di S. Pietro, ad opera del pittore De Santi; sulle pareti laterali del Coro invece il pittore Valentino Puppin di Schio dipinse in due quadri il Concilio Vaticano I e il Concilio degli Apostoli in Gerusalemme. Esistevano altri cinque quadri sistemati sulla parete est, quattro sulla parete ovest e tre nelle pareti dell'atrio che si richiamavano a racconti evangelici e storici, ora tutti scomparsi. Da ricordare inoltre due pale che erano sistemate nella cappella del Rosario provenienti dalla chiesetta di San Giovanni Battista della Mason, "mansio" degli antichi cavalieri templari.

### La consacrazione della nuova chiesa

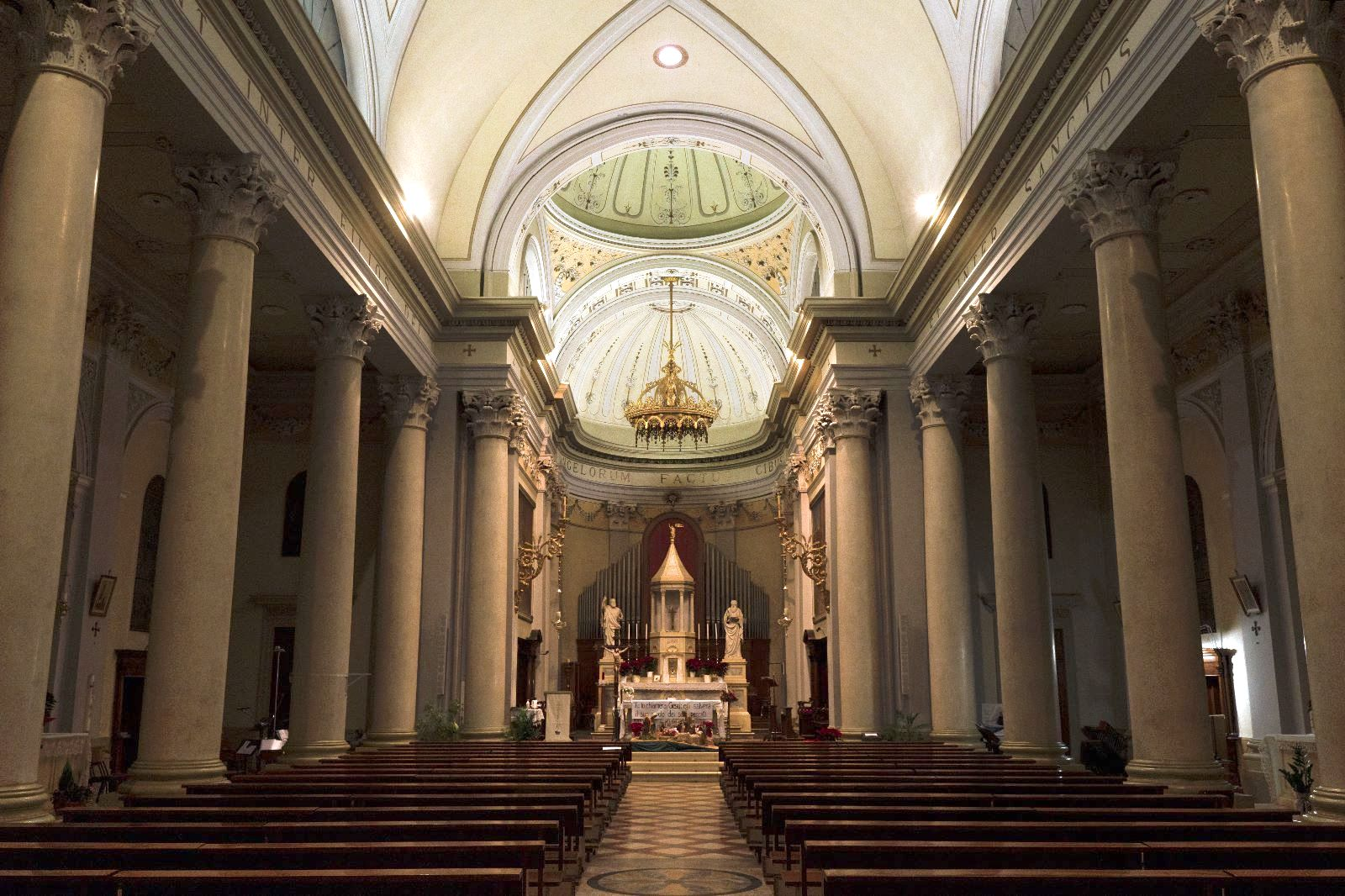
L'interno della chiesa

Andrea Sandri ebbe come successore Don Luigi Zanoni, autore di un'importante monografia divisa in due volumi: Gambellara, Memorie storiche. Toccava a questo arciprete coronare i sacrifici prestati dai suoi predecessori e dai fedeli di Gambellara nella ricostruzione della chiesa: con lettera datata 10 aprile 1880 l'arciprete Zanoni invitava il vescovo Farina a consacrare la chiesa. Così egli scrive: «Essendo stato stabilito da V. Eccellenza Rev.ma il giorno 18 del corr. aprile per la consacrazione di questa mia chiesa parrocchiale di Gambellara sono lieto di poter significare a V.E. che tutto è in ordine secondo il prescritto delle rubriche per la detta consacrazione. Prego V.E. di trovarsi alla stazione di Montebello all'ora convenuta, dove sarà mio dovere incontrarla e condurla alla mia chiesa. Essa è dedicata a S. Pietro principe degli Apostoli.». Sotto l'arcipretato di Luigi Zanoni inoltre, nel 1876, fu costruita la gradinata prospettante la chiesa da don Giovanni Framarin con pietra di Pove.
Ancora oggi, dalla sua consacrazione, la chiesa di Gambellara ospita le liturgie pressoché inalterata nella sua struttura, salvo un ampliamento delle navate laterali.

## Descrizione

### Esterno
La facciata a salienti della chiesa, che volge a sudest, si compone di tre corpi: quello centrale è scandito da due paraste e da altrettante semicolonne corinzie sorreggenti il fregio liscio e il frontone, all'interno del quale si apre un oculo, mentre le due ali laterali sono caratterizzate da specchiature e coronate da semitimpani.

### Interno
L'interno dell'edificio è suddiviso da colonne corinzie in tre navate, di cui la centrale voltata a botte e le laterali coperte dal soffitto piano; al termine dell'aula si sviluppa il presbiterio, introdotto dall'arco santo e chiuso dall'abside di forma semicircolare.
Qui sono conservate diverse opere di pregio, tra le quali l'altare maggiore, proveniente dalla precedente parrocchiale, alcuni dipinti eseguiti nel XIX secolo da Giovanni Busato e una raffigurazione del Rosario, risalente al 1852.

## Campanile e campane
Tra il 1770 e il 1777 fu eretto, con una tipologia inconsueta rispetto alla zona, il campanile, senza alcun collegamento con la futura chiesa.
La torre, su cui sotto passa la strada che conduce alla chiesetta di San Marco, è a base quadrata, con cella campanaria aperta da una bifora con archi a tutto sesto per lato. Su un tamburo ottagonale sorge la copertura a cipolla.
Il concerto campanario collocato nella torre risulta composto da 6 campane in Mib3montate alla veronese e suonabili solo automaticamente.

Questi i dati del concerto:
1 – MIb3 – diametro 1210 mm - peso 1083 kg - Fusa nel 1977 da De Poli di Revine Lago (TV)
2 – FA3 – diametro 1070 mm - peso 746 kg - Fusa nel 1977 da De Poli di Revine Lago (TV)
3 – SOL3 – diametro 950 mm – peso 520 kg - Fusa nel 1977 da De Poli di Revine Lago (TV)
4 – LAb3 – diametro 900 mm - peso 426 kg - Fusa nel 1977 da De Poli di Revine Lago (TV)
5 – SIb3 – diametro 790 mm - peso 300 kg - Fusa nel 1977 da De Poli di Revine Lago (TV)
6 – DO4 - diametro 700 mm - peso 212 kg - Fusa nel 1977 da De Poli di Revine Lago (TV).